# Schiffsfunde von De Meern
Die Schiffsfunde von De Meern sind die archäologischen Relikte von insgesamt sechs römischen Schiffswracks unterschiedlicher Größe und Funktion. Sie wurden in der Nähe des antiken Auxiliarkastells Op de Hoge Woerd am Niedergermanischen Limes auf dem Gebiet des heutigen Vleuten-De Meern, einem Wijk (Stadtteil) der Gemeinde Utrecht in der niederländischen Provinz Utrecht, gefunden. Vleuten-De Meern ist damit neben den Schiffsfunden von Woerden und denen von Nigrum Pullum (Zwammerdam) einer der bedeutendsten Fundplätze römischer Schiffe in Nordwesteuropa, nicht zuletzt, weil die in diesem Teil der Niederlande unter dem Meeresspiegel gelegenen, permanent feuchten Böden die Hölzer sehr gut konserviert haben. Die sechs Wracks, deren Reste im Gebiet von de Meern geborgen werden konnten, werden in der Fachliteratur von „De Meern 1“ bis „De Meern 6“ durchnummeriert.

## De Meern 1 bis 6

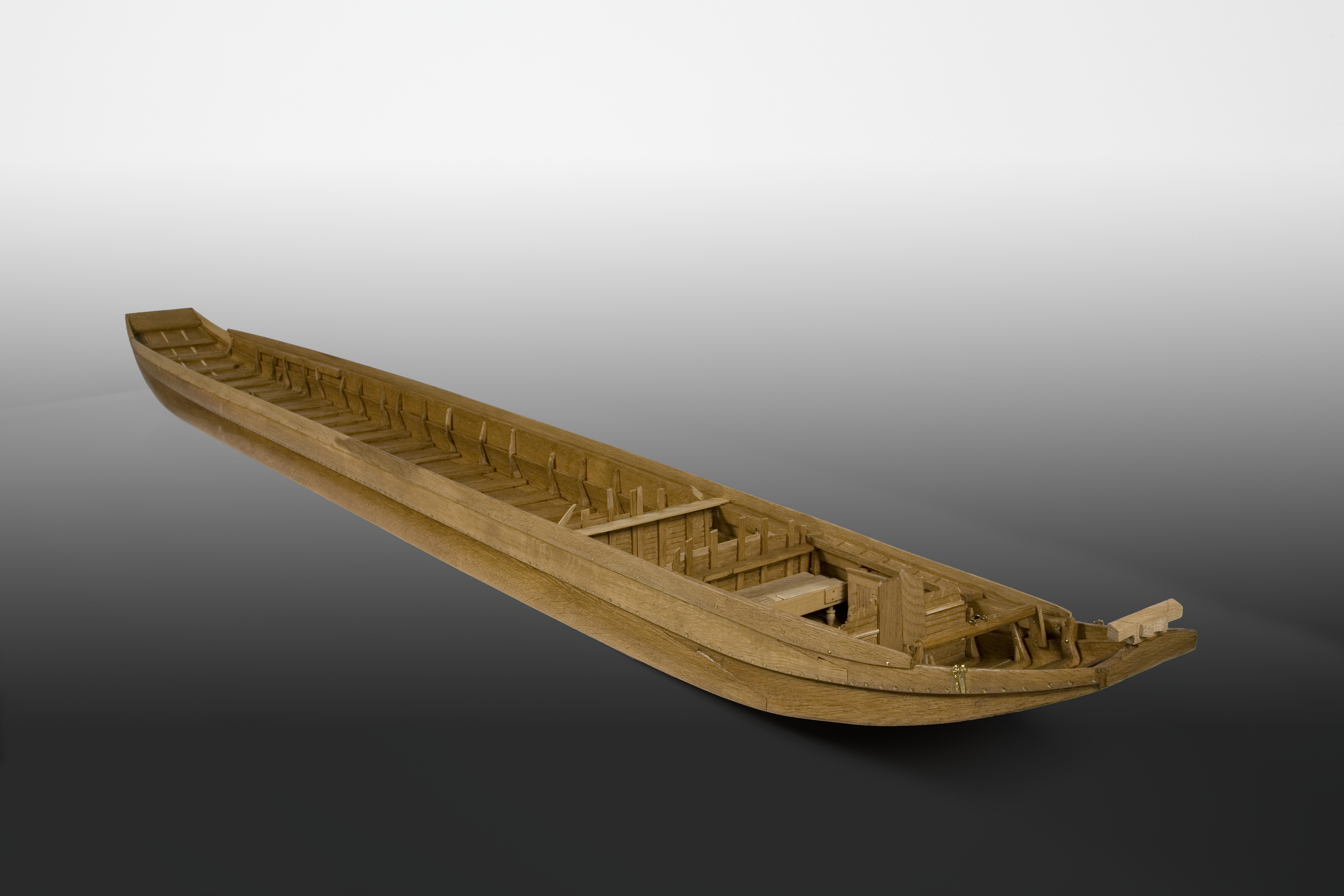
Modell von De Meern 1.

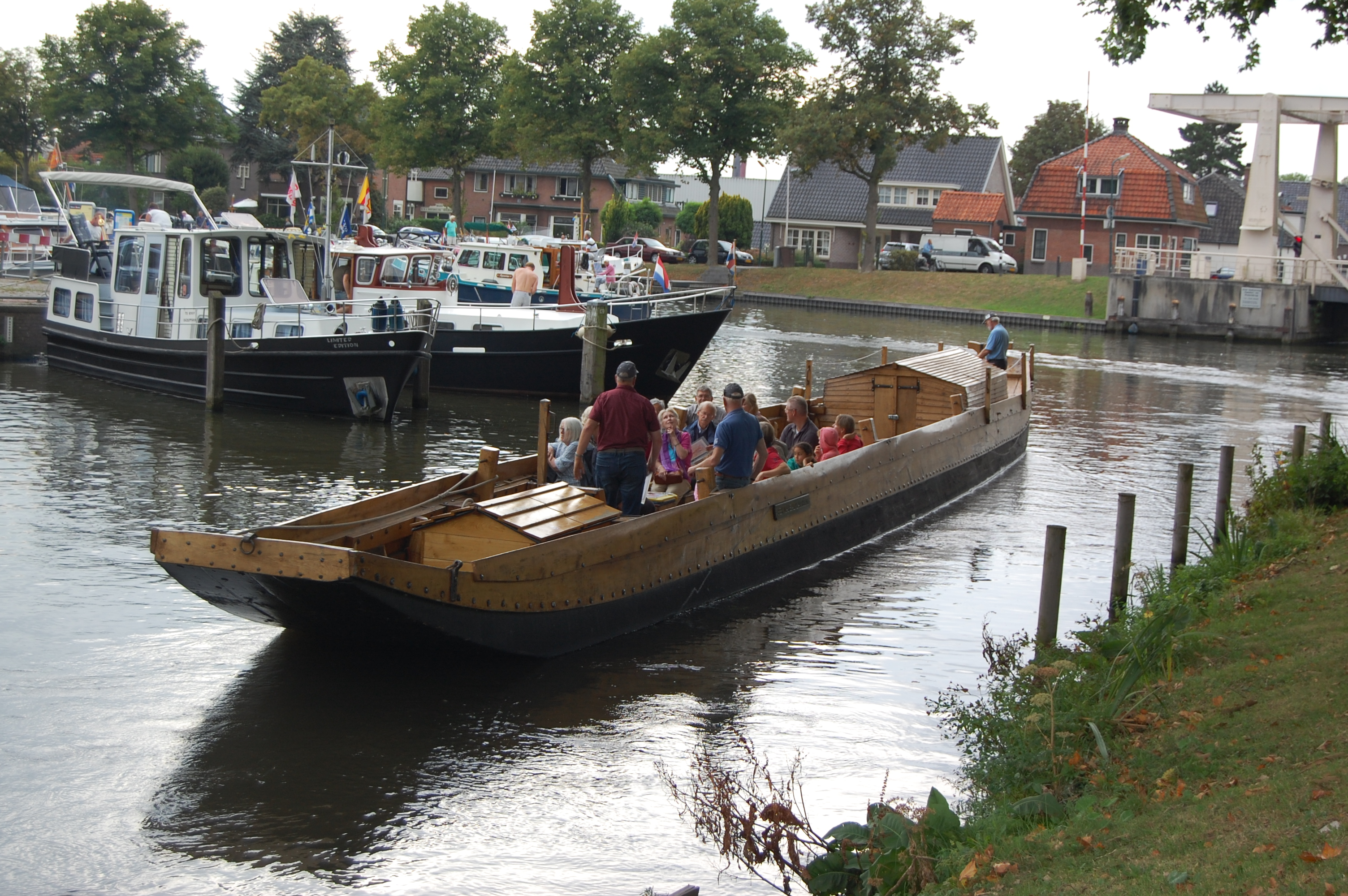
Nachbau von De Meern 1 in Woerden

- De Meern 1 wurde 1997 entdeckt[2], 2003 geborgen und anschließend vom Rijksdienst voor het Cultureel Erfgoed (Reichsdienst für das kulturelle Erbgut des Ministeriums für Erziehung, Kultur und Wissenschaften) in dessen Niederlassung in Lelystad konserviert. Das Schiff ist ein Prahm aus niederländischem Eichenholz, dessen Fälldatum dendrochronologisch auf das Jahr 148 n. Chr. ± 6 datiert werden konnte. De Meern 1 wurde mindestens zweimal in der zweiten Hälfte des zweiten Jahrhunderts (Fälldaten 157 und 164) ausgebessert und war vermutlich 50 bis 60 Jahre in Gebrauch, wofür die Beifunde von Ledersandalen sprechen, die einen Zuschnitt besaßen, wie er in den Jahren 190 bis 200 üblich war. Das Schiff war rund 25 Meter lang und gut zweieinhalb Meter breit. Als Decksaufbau war eine Kapitänskajüte vorhanden, in der sich bei den Untersuchungen noch eine Werkzeugkiste und persönliche Gegenstände des Schiffsführers befanden. Neben den Funden sprachen auch die Befunde dafür, dass der Prahm in größter Eile verlassen wurde und schnell gesunken ist, möglicherweise bei einem verunglückten Anlegemanöver.[3][4] Der Prahm De Meern 1 diente als Vorbild für den Schiffsnachbau Per Mare ad Laurium.[5] Das Originalschiff ist heute im Museum „Castellum Hoge Woerd“ ausgestellt.
- De Meern 4 wurde 2003 entdeckt, eine Woche nach der Bergung von De Meern 1 und nur rund 150 m östlich davon gelegen.[6] 2005 fanden die wissenschaftlichen Untersuchungen an einem freigelegten Teilbereich des Schiffes statt. Es ist ein Prahm aus niederländischer Eiche, deren Fälldatum sich auf das Jahr 85 n. Chr. ± 5 datieren ließ. Damit ist De Meern 4 das älteste jemals in Nordwesteuropa gefundene römische Frachtschiff. Die einzelnen Planken waren mit Holzdübeln und -zapfen verbunden. Die maximal wahrgenommene Breite des Schiffes betrug 4,75 m. Bei einem postulierten Breiten-Längen-Verhältnis von 1:7 wurde die anzunehmende Länge auf knapp 30 m bis maximal knapp 35 m geschätzt. De Meern 4 weist in den Konstruktionsmerkmalen sowohl auf mediterrane als auch auf lokale Schiffbautraditionen hin und dürfte eine einzigartige Mischform aus beiden darstellen. Nach den Untersuchungen wurde De Meern 4 aus Gründen des Denkmalschutzes in situ im Erdboden belassen.[7][8][9]
- De Meern 6 wurde im Jahr 2008 gefunden. Bei ihr handelt es sich um eine dem niederländischen Punter[10] ähnelnde Schiffsform mit sehr geringem Tiefgang. Die maximalen Breiten- und Längenmaße betrugen 1,05 m zu 9,00 m, der Tiefgang dürfte 10 cm nicht überschritten haben. Zur Verbindung der Spanten mit der Beplankung fanden im Gegensatz zur Bauweise bei De Meern 1 und De Meern 4 Nägel Verwendung. Das Boot weist auf italische Schiffsbautradition und stammt möglicherweise aus dem dritten Jahrhundert.[11] De Meern 6 diente als Vorbild für den Schiffsnachbau Fiducia.[12]

Die Funde zu De Meern 2 und De Meern 3 sind Fragmente von Einbäumen aus dem zweiten Jahrhundert. De Meern 5 wurde vor einigen Jahrzehnten entdeckt, jedoch ist der Fundort inzwischen nicht mehr lokalisierbar.